# Alfred Xuereb
Alfred Xuereb (Rabat, 14 ottobre 1958) è un arcivescovo cattolico maltese, dall'8 dicembre 2023 nunzio apostolico in Marocco.

## Biografia
Xuereb ha studiato filosofia e teologia a Malta ed è stato ordinato sacerdote il 26 maggio 1984. Ha poi studiato presso la Pontificia facoltà teologica Teresianum, dove nel 1989 ha conseguito il dottorato con una tesi sul tema Il mistero pasquale nella vita cristiana Biblica, liturgica e prospettive teologico-spirituali alla luce degli insegnamenti del Concilio Vaticano II.
Rientrato in servizio pastorale nel suo paese, è tornato a Roma nel 1991 come segretario del rettore della Pontificia Università Lateranense. Dal 1995 ha lavorato nella Segreteria di Stato della Santa Sede in Vaticano e dal 2000 nella Prefettura della casa pontificia.
Papa Giovanni Paolo II gli ha conferito il titolo di prelato d'onore di Sua Santità il 9 settembre 2003.
Il 12 settembre 2007 papa Benedetto XVI lo ha nominato secondo segretario privato in sostituzione di Mieczysław Mokrzycki.
È membro dell'Ordine di Malta dal febbraio 2009.
Papa Francesco, dopo la sua elezione il 13 marzo 2013, lo ha nominato suo segretario particolare e, il 28 novembre dello stesso anno, delegato per la Pontificia commissione referente sull'Istituto per le opere di religione e per la Pontificia commissione referente di studio e di indirizzo sull'organizzazione della struttura economico-amministrativa della Santa Sede.
Il 3 marzo 2014 lo stesso papa lo ha nominato prelato segretario generale della Segreteria per l'economia.
Parla correntemente inglese, italiano, francese, tedesco e portoghese.

### Ministero episcopale
Il 26 febbraio 2018 papa Francesco lo ha nominato nunzio apostolico in Corea e in Mongolia, elevandolo contestualmente alla dignità di arcivescovo e assegnandogli la sede titolare di Amantea. Riceve l'ordinazione episcopale il 19 marzo successivo, solennità di San Giuseppe, sposo della Beata Vergine Maria, all'Altare della Confessione della basilica di San Pietro in Vaticano, dalle mani di papa Francesco, co-consacranti i cardinali Pietro Parolin, segretario di Stato della Santa Sede e Fernando Filoni, prefetto della Congregazione per l'evangelizzazione dei popoli.
Il 19 giugno 2023 ha terminato la sua missione in Corea e Mongolia. L'8 dicembre successivo papa Francesco lo ha nominato nunzio apostolico in Marocco.

## Genealogia episcopale
La genealogia episcopale è:
- Cardinale Scipione Rebiba
- Cardinale Giulio Antonio Santori
- Cardinale Girolamo Bernerio, O.P.
- Arcivescovo Galeazzo Sanvitale
- Cardinale Ludovico Ludovisi
- Cardinale Luigi Caetani
- Cardinale Ulderico Carpegna
- Cardinale Paluzzo Paluzzi Altieri degli Albertoni
- Papa Benedetto XIII
- Papa Benedetto XIV
- Papa Clemente XIII
- Cardinale Bernardino Giraud
- Cardinale Alessandro Mattei
- Cardinale Pietro Francesco Galleffi
- Cardinale Giacomo Filippo Fransoni
- Cardinale Carlo Sacconi
- Cardinale Edward Henry Howard
- Cardinale Mariano Rampolla del Tindaro
- Cardinale Antonio Vico
- Arcivescovo Filippo Cortesi
- Arcivescovo Zenobio Lorenzo Guilland
- Vescovo Anunciado Serafini
- Cardinale Antonio Quarracino
- Papa Francesco
- Arcivescovo Alfred Xuereb